# Judo als Jocs Olímpics d'estiu de 1988
Als Jocs Olímpics d'Estiu de 1988 celebrats a la ciutat de Seül (Corea del Sud) es disputaren 7 proves de judo en categoria masculina, eliminant-se la categoria Open. La competició es desenvolupà al Gimnàs Jangchung el dia 25 de setembre de 1988. En aquesta edició debutà el judo en categoria femenina, si bé aquesta només fou considerada com un esport de demostració.
L'austríac Peter Seisenbacher i el japonès Hitoshi Saito aconseguiren guanyar la medalla d'or en les seves respectives categories, i esdevingueren els primers judoques a aconseguir guanyar dos ors de forma consecutiva en uns Jocs Olímpics.
Hi participaren un total de 243 judoques de 69 comitès nacionals diferents.

## Resum de medalles

### Categoria masculina
| Prova   | Or                 | Argent             | Bronze              |
| – 60 kg | Kim Jae-Yup        | Kevin Asano        | Shinji Hosokawa     |
| – 60 kg | Kim Jae-Yup        | Kevin Asano        | Amiran Totikashvili |
| – 65 kg | Lee Kyung-Keun     | Janusz Pawłowski   | Bruno Carabetta     |
| – 65 kg | Lee Kyung-Keun     | Janusz Pawłowski   | Yosuke Yamamoto     |
| – 71 kg | Marc Alexandre     | Sven Loll          | Mike Swain          |
| – 71 kg | Marc Alexandre     | Sven Loll          | Georgy Tenadze      |
| – 78 kg | Waldemar Legień    | Frank Wieneke      | Torsten Brechot     |
| – 78 kg | Waldemar Legień    | Frank Wieneke      | Bashir Varaev       |
| – 86 kg | Peter Seisenbacher | Vladimir Shestakov | Akinobu Osako       |
| – 86 kg | Peter Seisenbacher | Vladimir Shestakov | Ben Spijkers        |
| – 95 kg | Aurélio Miguel     | Marc Meiling       | Dennis Stewart      |
| – 95 kg | Aurélio Miguel     | Marc Meiling       | Robert Van de Walle |
| + 95 kg | Hitoshi Saito      | Henry Stöhr        | Cho Yong-Chul       |
| + 95 kg | Hitoshi Saito      | Henry Stöhr        | Grigory Verichev    |

### Categoria femenina
| Prova   | Or                | Argent           | Bronze                |
| – 48 kg | Li Zhongyun       | Fumiko Ezaki     | Min-Sun Cho           |
| – 48 kg | Li Zhongyun       | Fumiko Ezaki     | Julie Reardon         |
| – 52 kg | Sharon Rendle     | Dominique Brun   | Alessandra Giungi     |
| – 52 kg | Sharon Rendle     | Dominique Brun   | Kaori Yamaguchi       |
| – 56 kg | Suzanne Williams  | Liu Guizhu       | Catherine Arnaud      |
| – 56 kg | Suzanne Williams  | Liu Guizhu       | Regina Philips        |
| – 61 kg | Diane Bell        | Lynn Roethke     | Noriko Mochida        |
| – 61 kg | Diane Bell        | Lynn Roethke     | Boguslawa Olechnowicz |
| – 66 kg | Hikari Sasaki     | Brigitte Deydier | Roswitha Hartl        |
| – 66 kg | Hikari Sasaki     | Brigitte Deydier | Ji-Young Park         |
| – 72 kg | Ingrid Berghmans  | Mi-Jung Bae      | Barbara Claßen        |
| – 72 kg | Ingrid Berghmans  | Mi-Jung Bae      | Yoko Tanabe           |
| + 72 kg | Angelique Seriese | Gao Fenglian     | Margaret Castro       |
| + 72 kg | Angelique Seriese | Gao Fenglian     | Regina Sigmund        |

## Medaller
| Posició | País           | Or | Argent | Bronze | Total |
| 1       | Corea del Sud  | 2  | 0      | 1      | 3     |
| 2       | Polònia        | 1  | 1      | 0      | 2     |
| 3       | Japó           | 1  | 0      | 3      | 4     |
| 4       | França         | 1  | 0      | 1      | 2     |
| 5       | Àustria        | 1  | 0      | 0      | 1     |
| 5       | Brasil         | 1  | 0      | 0      | 1     |
| 7       | RDA            | 0  | 2      | 1      | 3     |
| 8       | RFA            | 0  | 2      | 0      | 2     |
| 9       | Unió Soviètica | 0  | 1      | 4      | 5     |
| 10      | Estats Units   | 0  | 1      | 1      | 2     |
| 11      | Bèlgica        | 0  | 0      | 1      | 1     |
| 11      | Països Baixos  | 0  | 0      | 1      | 1     |
| 11      | Regne Unit     | 0  | 0      | 1      | 1     |